# Rede Excelsior
Rede Excelsior, nota anche come TV Excelsior, fu una rete televisiva brasiliana attiva a cavallo tra il 1960 e il 1970. Durante il suo periodo di attività fu tra i maggiori concorrenti di Rede Tupi, Rede Globo e RecordTV.

## Storia
Nel 1959 l'organizzazione Victor Costa, fondatrice di Rede Paulista (che molto probabilmente venne ceduta a Rede Globo), venne premiata dal governo brasiliano, con la concessione di poter trasmettere sul Canale 9 una nuova emittente. Nacque così TV Excelsior, le cui trasmissioni iniziarono il 9 luglio 1960. Il nome venne preso da Radio Excelsior, l'attuale Radio CBN. La sede generale era il cinema Astoria a San Paolo. 
TV Excelsior è ricordata soprattutto per essere stata la prima emittente televisiva brasiliana a sperimentare il colore, nel 1962 (a partire dal Moacyr Franco Show), tuttavia non riuscì mai ad attivare le trasmissioni colorate regolari. 
Tra il 1966 e il 1968 diffuse Redenção, la più lunga telenovela di tutti i tempi. 
Cessò di trasmettere in modo molto brusco il 30 settembre 1970 a causa di alcuni problemi finanziari causati dalle oppressioni che da tempo le infliggeva il governo militare. Le sue frequenze furono cedute, così come quelle di Rede Tupi, a Rede Manchete, poi RedeTV!, e TVE Brasil, poi TV Brasil.